# 幼少期の麻酔暴露による脳への影響
幼少期に麻酔にさらされたヒトの脳への影響については論争がある。非ヒト霊長類の研究から得られたエビデンスによると、有意な神経発達上の毒性と長期的な社会的障害が示唆されており、単回曝露よりも反復曝露の方がより深刻な影響を引き起こすという用量反応関係もある。ヒトを対象とした研究では、認知障害に関する決定的な臨床的エビデンスは見つかっていない。しかし、複数のシステマティックレビューで、3歳以前に麻酔にさらされた子どもでは、対照群と比べて行動障害が強くなる可能性が示唆されている。
これらの麻酔による影響が、現実にもたらす効果については議論がある。幼少期の麻酔曝露による統計学的な効果量は小さいようであり、現実的には関連性があるのかないのかわからない。2016年、米国食品医薬品局（FDA）は、3歳以前の全身麻酔への "繰り返しまたは長時間の "曝露について注意を喚起し、医療従事者と保護者はこの集団における3時間を超える外科的処置のリスクとベネフィットを検討するよう示唆する声明を発表した。

## 前臨床研究（動物実験、細胞実験下）でのエビデンス
前臨床モデルでの研究から、幼少時に全身麻酔を受けたげっ歯類や非ヒト霊長類は、後に神経発達上の問題が生じることが明らかになっている。特に非ヒト霊長類において、幼少時の麻酔への曝露に関する研究は、早期の麻酔が社会行動における長期的な変化、不安の増大、および/または抑制に関連することを示している 。細胞レベルでは、げっ歯類および非ヒト霊長類の幼少時の麻酔への曝露は、神経細胞およびグリア細胞の広汎なアポトーシス、シナプスおよびミトコンドリアの構造および機能の欠損を含む発達上の神経毒性を引き起こす。幼少期に麻酔薬に暴露されると、ニューロンの発達と機能を制御するタンパク質（脳由来神経栄養因子や最初期遺伝子など）のレベル低下など、ゲノムおよびエピゲノム上の変化も引き起こす可能性がある 。麻酔に複数回暴露されると、単回暴露よりも神経毒性、認知、社会行動に大きな障害が生じることがわかっている。
NMDA受容体の受容体拮抗薬および/またはGABAA受容体の作動薬であるほぼすべての麻酔薬は、神経発達上の毒性を引き起こし、認知および/または行動を変化させることが示されている。げっ歯類における神経毒性は、セボフルラン、イソフルラン、デスフルランなどの吸入麻酔薬や、ケタミン、プロポフォールなどの静脈麻酔薬で示されている。非ヒト霊長類を用いた研究では、全身麻酔薬によって引き起こされる神経毒性作用および認知または行動への作用は、デクスメデトミジン、リチウム、プラミプレキソールなどの薬剤の同時投与によって減少しうることが示されている。

### 前臨床研究の限界
ヒトとげっ歯類では脳の複雑さや発達が異なること、また、曝露中の安全性を確保するためにげっ歯類の生理機能を制御・監視することが困難であることから、前臨床での神経学的所見の多くは、ヒトへの適用に限界がある。

## 臨床的エビデンス
幼少期の麻酔曝露が小児の心身の健康に及ぼす影響に関する研究では、後ろ向きコホート研究と前向きコホート研究の両方のデザインが用いられている。
神経発達の変化を追跡するために使用されるツールは研究によって異なる。全体的な神経発達を調べるものもあれば、学業成績に焦点を当てるもの、注意欠陥多動性障害（ADHD）や自閉症などの行動障害に焦点を当てるものもある。神経発達の変化を追跡するために使用される一般的なツールには、ベイリー乳幼児発達検査、ウェクスラー式幼児用知能検査（Wechsler Preschool and Primary Scale of Intelligence: WPPSI）、児童向けウェクスラー式知能検査（Wechsler Intelligence Scale for Children: WISC）、共通テストのスコア、Preschool Language Scale、および両親や教師による行動観察などがある。
3歳未満の小児における1回の短時間の麻酔曝露が、学習障害の発症、学業成績や知能指数の障害などの神経発達上の有意なリスクと関連するという決定的な臨床的なエビデンスはない。しかしながら、前向き臨床研究のシステマティックレビューとメタアナリシスでは、WISCは1回の麻酔曝露によって影響を受けないが、3歳未満の小児における1回の麻酔曝露は、行動上の問題に関する親による報告の有意な増加と関連することが明らかにされた。
いくつかの後ろ向き研究では、3歳までに複数回の麻酔への曝露を受けた小児では、学業成績の悪化または行動障害のリスク増加と関連していることが明らかにされている。また、早期の麻酔への曝露に関する後ろ向き研究でも、3歳までに複数回の麻酔への曝露を受けた小児では、行動上の問題または注意欠陥多動性障害のリスク増加が報告されている。

### 臨床研究の限界
ヒトを対象とした研究は場当たり的であるため、臨床研究において、手術を必要とする既存の健康状態や手術の影響と、麻酔のみが神経発達の転帰に及ぼす影響とを分離することは不可能である。
研究で使用される神経発達および行動評価ツールにはばらつきがあるため、研究間の直接比較は困難である可能性がある。同様に、使用される臨床診断ツールは十分な感度を有していなかったり、行動や神経発達の問題のためにテストに座ることができない子どもを含む可能性のある「得点未達」を報告するケースのように、行動の影響を受けた側面を捉えていなかったりする可能性がある。親による行動の報告を転帰指標として用いる臨床研究もまた、麻酔の安全性に関連する親の態度によるバイアスの影響を受ける可能性がある、全身麻酔と局所麻酔に関するいくつかの前向き研究では、子供がどちらの治療を受けたかを親に盲検化することにより、このバイアスの原因に対処している。

## 論争
早期の麻酔曝露に関する臨床文献にみられる、統計学的な効果量が小さいことの妥当性については、現在も議論が続いている。1つの視点は、3歳以前に麻酔に暴露された小児は神経発達の転帰に欠損を示すことがあるが、これらの欠損はしばしば転帰の正常範囲内に収まるため、幼児期の単独麻酔暴露の有意なリスクを示すものではない可能性があるというものである。もう1つの視点は、個人に対する単独暴露の影響は小さいかもしれないが、米国では毎年50万～100万人の小児が幼児期に麻酔に暴露されているため、有害転帰のわずかな増加が集団レベルでは依然として有意な変化を示す可能性があるというものである。
また、生後数年にわたる麻酔曝露の年齢による相対的リスクに関しても議論がある。麻酔曝露の年齢が神経発達や行動の転帰に及ぼす関連性を直接調査した数少ない研究では、0～2歳の曝露が2～4歳の曝露に比べて悪い影響を示すことはなく、場合によっては逆の効果を示すこともある。

## FDAの見解と専門家の反応
前臨床および臨床の文献を踏まえて、2016年、米国食品医薬品局(FDA)は、"3歳未満の子どもや妊娠第3期の妊婦の手術や処置の際に、全身麻酔薬や鎮静薬を繰り返しまたは長時間使用すると、子どもの脳の発達に影響を及ぼす可能性がある "という警告を含む声明[9]を発表した。FDAはさらに、1回の短時間の麻酔への曝露が学習や行動に悪影響を及ぼす可能性は低いとし、医療従事者、患者、保護者が、3時間を超える麻酔曝露を必要とする処置は、利益とリスクを比較検討した上で行うよう勧告した。FDAによるこの勧告に対して、小児麻酔科学の専門家の間では、この警告による影響で本来必要な処置が遅延し、患者の健康が危険にさらされる可能性があるかどうかに関して論争が起こった。また、2016年時点で利用可能な文献は前臨床データと後ろ向き臨床研究におけるあいまいな知見に偏っていたため、FDAの勧告は時期尚早に結論を出した可能性があると指摘する者もいた。日本小児麻酔学会は、患者向けにこのようなメッセージを発している。
入院、手術、麻酔その他の頻回な処置が、お子様の心理に何の影響も及ぼさないということはないはずです。しかし、そうだとしても手術や検査、そしてそのために必要な麻酔を中止するわけにもいきません。そこで、家族の皆様方と医師そして看護師は、それぞれの立場から、それぞれのタイミングを見計らって協力しながら、心理面に与える影響をより良い方向にもっていくように配慮しなければなりません。

ご両親は、どうぞお子様の年齢に合わせて、理解できる程度に手術や入院について話してあげて下さい。